# Пашкин, Андрей Юрьевич
Андрей Юрьевич Пашкин (род. 27 ноября 1956 года) — советский и российский игрок в хоккей с мячом, тренер, мастер спорта СССР международного класса (1981), заслуженный тренер России (2015).

## Карьера игрока
А. Ю. Пашкин начал играть в хоккей с мячом в Красноярске в детской команде «Космос»-2 в 1965 году, с 1967 года — в детской команде «Металлурга» (Красноярск). С 1969 года начал тренироваться в школе «Енисея», 24 февраля 1974 года он впервые вышел в составе главной команды в матче против «Уральского трубника», отметившись забитым голом.
В составе клуба он 9 раз становился чемпионом СССР. В чемпионатах СССР за «Енисей» провел 346 матчей, 518 раз поражал ворота соперников. Столь высокий показатель позволил ему стать вторым снайпером «Енисея» за всю историю команды и шестым — в списке лучших бомбардиров чемпионатов СССР.
В 1988 году он стал первым хоккеистом из СССР, получившим возможность играть в зарубежных клубах. Пять сезонов он провел в Аллсвенскан (высшем на тот момент дивизионе чемпионата Швеции) в клубах «Венерсборг» и «Транос», четыре сезона в первом дивизионе шведского чемпионата в команде «Гриппен».
В сборной СССР в 1982—1985, 1987 годах. Серебряный призёр чемпионата мира 1983 года, бронзовый призёр чемпионата мира 1987 года.

## Тренерская карьера
После окончания карьеры игрока в 2000—2003 годах работал тренером в «Гриппене», в котором в 1997—2000, 2001—2003 годах играл и его сын — Михаил Пашкин.
Главный тренер шведского «Блоссута» в 2003—2005 годах.
В 2005 году вернулся в Россию и возглавил на один сезон «Металлург» из Братска.
В 2006—2008 годах работал главным тренером шведского клуба «Але/Сурте».
С 2008 по октябрь 2013 года — старший тренер в «Енисее».
С ноября 2013 года по апрель 2015 года занимал должность главного тренера «Енисея».
В апреле 2016 года возглавил «Хаммарбю».
В апреле 2017 года подписал контракт с иркутской «Байкал-Энергией», но в середине сезона в декабре 2017 года покинул команду.
В апреле 2018 года назначен главным тренером «Гриппена».
В апреле 2021 года стал помощником Михаила Юрьева в тренерском штабе хабаровского «СКА-Нефтяника».
При его участии сборная России становилась чемпионом мира в 2013, 2014, 2018, 2019 годах, выиграла XX международный турнир на призы Правительства РФ в 2012 году, Турнир четырёх наций в 2017 году.
В 2013 году за многолетнюю плодотворную работу и успехи в развитии физической культуры и спорта награждён нагрудным знаком «Отличник физической культуры и спорта».
Приказом Министра спорта Российской Федерации от 30 марта 2015 г. № 36-нг Пашкину А.Ю. присвоено почётное спортивное звание «Заслуженный тренер России».

## Достижения
как игрок
- Чемпион СССР — 1980, 1981, 1982, 1983, 1984, 1985, 1986, 1987, 1988
- Бронзовый призёр чемпионата СССР — 1978
- Обладатель Кубка СССР — 1984
- Финалист Кубка СССР — 1985
- Обладатель Кубка России — 1997
- Обладатель Кубка европейских чемпионов — 1980, 1983, 1986, 1987
- Финалист Кубка европейских чемпионов — 1981, 1982, 1984, 1985[14]
- Обладатель Кубка мира — 1982, 1984
- Финалист Кубка мира — 1983, 1985

- Серебряный призёр чемпионата мира — 1983
- Бронзовый призёр чемпионата мира — 1987
- Победитель Международного турнира на приз газеты «Советская Россия» — 1982, 1984
- Чемпион мира среди юниоров — 1974

- Включался в список 22 лучших игроков сезона — 1980, 1981, 1982, 1983, 1984, 1987
- Лучший бомбардир чемпионата СССР — 1982
- Символическая сборная чемпионата мира — 1983
- Лучший бомбардир чемпионата мира — 1983
- Символическая сборная Кубка мира — 1979
- Занимает шестую позицию в списке бомбардиров чемпионата СССР (518 мячей)

как тренер
- Чемпион России — 2014, 2015